# Trem da Serra do Mar
O Trem da Serra do Mar foi inaugurado em 1995 e trafega pelos trilhos da Concessionária Rumo ALL, na Serra do Mar entre Rio Negrinho e Rio Natal, ramal da São Francisco do Sul-SC.
Este passeio de trem com Maria Fumaça se inicia na Estação Ferroviária de Rio Negrinho, que está a 791 metros de altitude. A ABPF – Reg. SC (Associação Brasileira de Preservação Ferroviária – Regional Santa Catarina) tem sede em Rio Negrinho e promove a preservação ferroviária, dedicando-se a oferecer aos turistas do Brasil e exterior passeios como este.
A composição leva seus passageiros a São Bento do Sul, a 808,76 metros de altitude e após parte para localidade de Rio Natal, passando pelo interior de São Bento do Sul, onde se vislumbram paisagens rurais e a Estação de Rio Vermelho a 820 metros de altitude.
O auge do passeio se dá a meio caminho, na Serra do Mar, repleta de belezas naturais, corredeiras, cachoeiras, vegetação exuberante e incríveis obras da engenharia, tais como túneis, viadutos e pontes, chegando em seguida em Rio Natal a 350 metros de altitude, onde é servido um almoço típico polonês.
A linha férrea e as estações de Rio Negrinho e Rio Vermelho forma inauguradas em 1º de abril de 1913.
As locomotivas usadas no passeio são ambas “Mikados“ com data de fabricação de 1941(ALCo 155) e 1945 (Baldwin 760), originalmente trabalhavam na Estrada de Ferro Donna Teresa Cristina puxando trens de carvão.